# Андреянівські острови

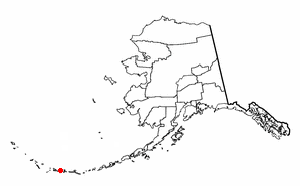
Розміщення Андреянівських островів

Андреянівскі острови (англ. Andreanof Islands, алеут. Niiĝuĝin tanangis) — група островів у Алеутському архіпелазі, які знаходяться між протокою Амчитка та Щурячими островами на заході та протокою Амукта та Чотирьохсопковими островами на сході, з середніми координатами 52° пн.ш. та від 179°09' до 172°57' з.д.

## Географія
Острови витягнуті приблизно на 440 км в довжину. Загальна  площа, включаючи острови Деларова, складає 3924,737 км². Найвища точка — вулкан Танага (1806 м).
Острови Деларова є підгрупою Андреянівских островів, включаючи західні острови архіпелагу.
Найбільші острови групи: Горілий, Танага, Канага, Адак, Кагаласка, Великий Ситкин, Атка, Амля, Сегуам. Інші острови групи: Оглодак, Чугул, Тагалак, Айкігінак, Фемінор Рок тощо.

## Історія
Острови були відкриті та вперше описані у 1760-64 роках в результаті експедиції Андріяна Толстих, Петра Васюткіна та Максима Лазарева. У 1761 році були названі в честь корабля «Андріян». Під час Другої світової на острові розміщалися декілька американських військових баз. Після війни база на острові Адак була збільшена і діяла до 1995 року.

## Населення
Населення відповідно до перепису 2000 року складає  412 чоловік, найбільше поселення Адак розміщене ра острові Адак. У XVIII ст. острови були значно населені, на них проживало до 3000 алеутів.